# Matsudaira Tadateru
Matsudaira Tadateru (松平 忠輝?; 16 febbraio 1592 – 24 agosto 1683) fu un daimyō giapponese del periodo Edo, sesto figlio di Tokugawa Ieyasu.

## Biografia
Tadateru nacque nel castello di Edo durante l'anno del drago (Tatsu), e il suo da bambino fu Tatsuchiyo (辰千代?). Sua madre fu Lady Chaa, una concubina di Ieyasu. Ieyasu inviò il ragazzo a vivere con un vassallo, Minagawa Hiroteru, daimyō del dominio di Minagawa nella provincia di Shimotsuke.
Nel 1599 Ieyasu concesse a Tadateru un feudo nella provincia di Musashi, e aumentato le sue entrate nel 1602 e il 1603 con i trasferimenti prima a Sakura (Shimōsa, 40.000 koku) e poi a Kawanakajima (Shinano, 180.000 koku). Tadateru sposò Irohahime, la prima figlia di Date Masamune nel 1606. Nel 1610 Tadateru divenne daimyō di Takada (Echigo, 650.000 koku). Sviluppò i suoi interessi nelle arti marziali, nella cerimonia del tè e nei rapporti con gli stati esteri. Si racconta che fu anche battezzato.
Tadateru prese posto a Edo durante la campagna invernale dell'assedio di Osaka (1614). Dopo uno scandalo nella campagna estiva di Osaka, durante la quale Tadateru arrivò in ritardo, fu accusato di complottare contro l'allora shōgun Tokugawa Hidetada, perse le sue terre e fu esiliato prima a Ise, poi a Hida e infine nella provincia di Shinano dove rimase fino alla sua morte avvenuta in tarda età. Fu l'ultimo dei figli di Ieyasu a morire.
Una serie televisiva del 1987 con Ken Matsudaira racconta la vita di Matsudaira Tadateru.
Tadateru fu perdonato postumo nel 1984 da Tokugawa Tsunenari, il capo dell'ex casa dello shogunato.